# Lamees Dhaif
Lamees Dhaif (arabo:لميس ضيف; Bahrein, 26 giugno 1983) è una giornalista bahreinita e attivista per i diritti umani, nota per le sue critiche sociali e satiriche.
Ha scritto su vari giornali, tra cui AlAyam, Akhbar Al Khaleej, AlYaum, AlWaqt, AlQabas e AlRai nella regione del Golfo Persico, AlShabiba. Vive in esilio.

## Biografia
Lamees Dhaif, nata nel 1983 in Bahrein,  si è laureata in Scienze Politiche all'Università del Kuwait, si è quindi specializzata in Media prima all'Università di San Giuseppe, Libano, e poi alla Ahlia University, Bahrain dove ha conseguito anche un Master in Legislazione dei Media. In seguito ha ottenuto un altro Master in Informazione e Pubbliche Relazioni all'Università del Cairo-Centro Studi e Ricerca, diventando Dottore in Filosofia in Media e Comunicazione di Massa presso l'Università di Hull. La tesi era intitolata: "Il ruolo dei social media e il suo effetto sul cambiamento politico".
Dhaif ha iniziato la sua carriera come giornalista nel 2005 per il quotidiano Al-Ayam. Ha anche lavorato come ricercatrice presso l'Al Jazeera Center for Studies (maggio 2011 – 2013) ed è stata regista e produttrice del programma televisivo "Stations" andato in onda da Londra sul canale satellitare Lualua (2013-2014). Dal 2017 è anche caporedattrice del giornale elettronico RASED in Oman.
Dhaif è popolare tra i giovani e gli intellettuali, ma i suoi articoli hanno sempre suscitato polemiche. Molti dei suoi articoli sono stati censurati e banditi dalla pubblicazione perché ha scritto su argomenti sensibili o sovversivi, iniziando con lo studio dell'islamismo radicale per poi esaminare il tema della corruzione. Ha acquisito notorietà quando ha iniziato a presentare un programma su argomenti delicati come la povertà, la prostituzione e la corruzione sul canale privato kuwaitiano Al-Rai TV.
È stata eletta nel consiglio di amministrazione dell'Associazione dei giornalisti del Bahrein per tre mandati consecutivi.
Lamees Dhaif è stata arrestata nel 2009 dopo aver accusato diversi giudici di corruzione in una serie di articoli di giornale. Si è rifiutata di andare in tribunale in assenza di un rappresentante dell'Associazione dei giornalisti del Bahrein e del suo datore di lavoro, il caporedattore di Al-Waqt. Alla fine è stata assolta.
Ha sostenuto l'opposizione durante la rivolta del Bahrein e le è stato vietato di pubblicare articoli. Arrestata nel 2011 per commenti negativi sul governo, è stata nuovamente processata e assolta, ma il governo ha bruciato la sua casa. Ha poi lanciato un blog indipendente, andando in esilio fuori dal Bahrein.

## Premi e riconoscimenti
- 2004 - Premio per il miglior articolo investigativo[4]
- 2008 - Premio per l'eccellenza nel giornalismo[4]
- 2009 - Miglior autore per l'Unione delle donne [4]
- 2009 - Premio "Bahrain Woman of the Year"
- 2012 - Premio Freedom of Speech Award dal Tully Center di New York[1][3][6]

Dhaif è stata votata tra le donne più popolari su Twitter nel mondo arabo secondo la rivista "Arageek".